# نحن الشباب
نحن الشباب مجلة شبابية تونسية تصدر كل شهرين، ظهر عددها الأول في جويلية 1964 والأخير بتاريخ أفريل 1969. وكانت تتضمن قسما العربية وآخر بالفرنسية والأنجليزية.

صورة للغلاف العربي لأحد الأعداد من نحن الشباب

صورة للغلاف الفرنسي لأحد الأعداد من نحن الشباب

## جهة النشر
أدار هذه المجلة عز الدين بلحسين ثم الحبيب قرفال، وكانت في البداية تصدر باسم حي الشبلاب ثم أصبحت عام 1969 باسم المكتب الجهوي لاتحاد الشباب بتونس.

## وصفها
مقاييسها: 15.5سم على 22 سم. وكانت صفحاتها بين 56 و60 صفحة.